# Барагхан
Барагхан (рос. Барагхан) — улус Курумканського району, Бурятії Росії. Входить до складу Сільського поселення Барагхан.
Населення — 1098 осіб (2015 рік).